# 박지소
박지소(2006년 3월 14일 ~ )는 대한민국의 배우이다.

## 연기 활동

### 드라마
- 2012년 TvN 유리가면 - 지니 역
- 2013년 MBC 잘났어 정말 - 배사랑 역
- 2014년 KBS 2TV KBS 드라마 스페셜 - 곡비
- 2014년 KBS 2TV 뻐꾸기 둥지 - 어린 이소라 / 최소라 역 (전민서 아역)
- 2014년 MBC 폭풍의 여자 - 어린 한정임 역 (박선영 아역)
- 2014년 KBS 2TV 힐러 - 어린 채영신 / 오지안 역 (박민영 아역)
- 2015년 KBS 1TV 가족을 지켜라 - 정수빈 역
- 2015년 KBS 2TV 너를 기억해 - 어린 차지안 역 (장나라 아역)
- 2016년 EBS 1TV 레전드히어로 삼국전 - 어린 공손찬 역 (최배영 아역)
- 2016년 SBS 당신은 선물 - 어린 공현수 역 (허이재 아역)
- 2016년 TvN 신데렐라와 네 명의 기사 - 박혜지 역 (손나은 아역)

### 영화
- 2014년 제보자 - 윤지호 역
- 2015년 차이나타운 - 어린 쏭 역
- 2015년 더 폰 - 도수정 역